# Гізларенго
Гізларенго, Ґізларенґо (італ. Ghislarengo, п'єм. Ghislarengh) — муніципалітет в Італії, у регіоні П'ємонт, провінція Верчеллі.
Гізларенго розташоване на відстані близько 520 км на північний захід від Рима, 75 км на північний схід від Турина, 21 км на північ від Верчеллі.
Населення — 905 осіб (2014).

## Демографія
Населення за роками:

Станом на 1 січня 2023 року в муніципалітеті офіційно проживало 46 іноземців з 10 країн, серед них 19 громадян країн Євросоюзу та 1 громадянин України.

## Сусідні муніципалітети
- Арборіо
- Карпіньяно-Сезія
- Лента
- Ровазенда
- Сіллавенго